# Yuriy Aristov
Yuriy Aristov, Юрий Аристов, Jurij Aristow, (ur. 13 grudnia 1973) – uzbecki lekkoatleta, płotkarz.
Podczas igrzysk olimpijskich w Atlancie (1996) odpadł w eliminacjach na 110 metrów przez płotki, jego czas (15,04 s) był najgorszy ze wszystkich 61 zawodników, którzy ukończyli bieg. 

## Rekordy życiowe
- Bieg na 110 metrów przez płotki – 13,9 s (1996)